# Euclid (Virginia Occidental)
Euclid es un área no incorporada ubicada en el condado de Calhoun (Virginia Occidental), Estados Unidos. Está clasificada como un asentamiento humano por el Sistema de Información de Nombres Geográficos.
Aparece registrada en U.S. Geological Survey con fecha de entrada del 27 de junio de 1980. El número de identificación asignado por el Sistema de Información de Nombres Geográficos es 1549675.
La comunidad lleva el nombre de Dalton Euclid Reip, hijo de un hombre al que se le atribuye haber conseguido una oficina de correos para la ciudad.

## Geografía
Se encuentra a una altitud de 243 m s. n. m. (797 pies) según el Servicio Geológico de Estados Unidos.